# Konradsburg
Le Konradsburg, autrefois francisé en  Conradsburg, est un château-fort près d'Ermsleben, dans le Land de Saxe-Anhalt, occupé par un monastère bénédictin offert aux chartreux en 1477.

## Géographie
Le château se situe au nord-est des montagnes du Harz, dans le parc naturel du Harz/Saxe-Anhalt (de).

## Histoire
Le Konradsburg est mentionné pour la première fois en 1021. Après 1120, la maison de Konradsburg (de) quitte l'éperon et construit le château de Falkenstein et prend à partir de 1142 le nom de Falkenstein. Un monastère bénédictin est fondé à Konradsburg et, pendant les siècles suivants, il est un centre spirituel et économique de la région environnante. On dit que la conversion du château en monastère est un acte d'expiation pour le meurtre demandé par Egeno II de Konradsburg (de) vers 1080 contre le comte Adalbert II de Ballenstedt.
Les bénédictins l'occupent dès 1120 ou 1133, mais au XVe siècle ils l'abandonnent, pour un  motif inconnu, et, pendant une vingtaine d'années, l'administration en est confiée à un administrateur laïque, Arnold Ranimer qui  il l'offre aux chartreux en 1477 et devient la chartreuse de l'annonciation de Notre-Dame. Le premier prieur est Josse Christen, prieur de Leignitz, Neulfrid Baldwin, prieur de la Chartreuse d'Erfurt, succède à Dom Josse et agit de concert avec son frère, Werner Baldwin, prêtre séculier et docteur en droit, pour l'établissement de la nouvelle chartreuse. Au point de vue temporel, ce dernier a le titre de fondateur, car c'est lui qui fournit les ressources nécessaires.
Au cours de la guerre des Paysans allemands, la chartreuse est détruite par les Luthériens en 1525 et les moines se dispersent; Cinq ans après, Charles-Quint rappelle les fugitifs et promet de leur rendre leurs biens, mais ceux-ci déclinent cette offre. La communauté apostasie presque tout entière. Les moines l'abandonnent en 1526. En 1530, le cardinal Albert de Brandebourg, archevêque de Mayence et de Magdebourg et administrateur catholique du diocèse de Halberstadt, prend possession de la chartreuse pour installer le chapitre de la cathédrale de Halle.
En 1712, le Konradsburg est utilisé à des fins agricoles (domaine jusqu'en 1945). Au centre de l'ancien cloître se trouve la maison du puits, un bâtiment à colombages de deux étages datant probablement du XVIIIe siècle. Les autres bâtiments sont construits aux XVIIIe siècle et XIXe siècle à des fins économiques.
Après 1945, une courte utilisation agricole par des agriculteurs individuels commence. Les efforts de la ville d'Ermsleben et de l'église catholique d'Aschersleben ne peuvent pas empêcher, dans des conditions de plus en plus graves, une menace croissante à l’existence et la négligence du Konradsburg dans les années 1970.
Depuis 1982, des jeunes participent à la conservation du Konradsburg, de 1984 à 1988, avec le soutien d'étudiants de la faculté des lettres et sciences humaines de l'université Humboldt de Berlin. La dégradation du lieu s'arrête et une partie est rendue accessible au public. En juin 1990, ils créent l'association Konradsburg e. V., qui gère le complexe du château. Dans les années suivantes, plusieurs monuments menacés d'extinction sont repris dans l'environnement proche par l'association, réhabilités et utilisés, comme le moulin à vent d'Endorf, l'ancienne briqueterie de Wieserode et le Forsthaus Friedrichshohenberg. En 1994, l'UNESCO inclut l'association dans le projet "Trésors du monde". Entre 2001 et 2009, l'association exploite une ferme ovine au pied du château. Le Konradsburg est une étape de la route de l'art roman.